# Méry-Prémecy

Méry-Prémecy este o comună în departamentul Marne, Franța. În 2009 avea o populație de 62 de locuitori.